# Ezequiel Ángel Alvarado Guevara
Ezequiel Ángel Alvarado Guevara (Iquitos, 1937) es un escritor, juez e intelectual peruano. Sus obras más notables son El precio de una vida y Cirilo, el niño de oro.
Es considerado como uno de los autores más reconocidos de la época contemporánea peruana, por su originalidad y simplicidad en sus novelas amazónicas. En su periodo de juez nacional viajó por varios puntos del Perú conociendo sus realidades y necesidades, dando como resultado que sus obras tengan un toque de moralidad, naturalismo y realismo mágico humanista.

## Inicio
Ezequiel Ángel cursó sus estudios primarios en la institución educativa “Mariscal Oscar R. Benavides” sin llegar a concertarlos por problemas familiares. Viajó a Lima para estudiar en la Universidad Mayor de San Marcos logrando en 1973 graduarse de abogado para luego especializarse en juez y asesor público, por razones de su trabajo viajó a diferentes ciudades y pueblos como Saposoa, Requena, Puerto Esperanza, Piura, etc.

### Estilo
El estilo de las obras de Alvarado en un inicio muestra el naturalismo más puro en El precio de una vida, obra autobiográfica en la etapa universitaria del autor, mientras que en Daniel, guía de un ciego muestra un naturalismo místico.

## Obras
- El precio de una vida.
- Cirilo, el niño de oro.
- El secuestro del pequeño Carlino.
- Rosa Panduro, heroína de Rocafuerte.
- Daniel, guía de un ciego.
- Anécdotas, leyendas y relatos amazónicos.
- El viaje de Daniel.